# Renate Hoffleit

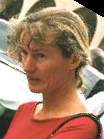
Renate Hoffleit 1992

Renate Hoffleit (* 1950 in Stuttgart) ist eine deutsche Bildhauerin und Künstlerin. Sie lebt und arbeitet vorrangig in Stuttgart.

## Leben

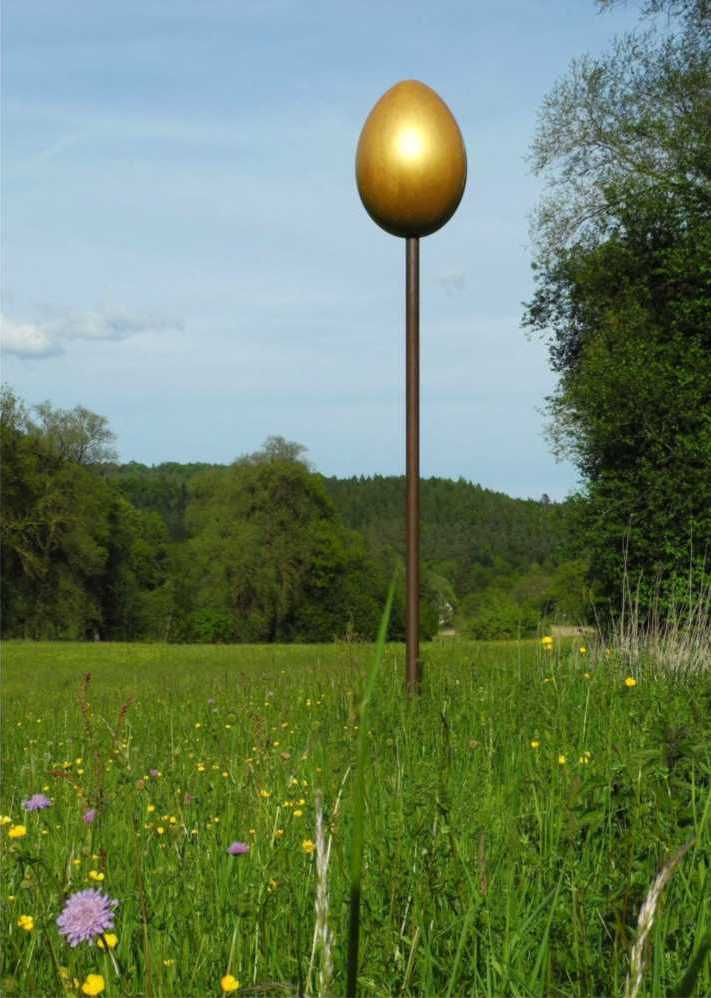
Renate Hoffleit, das goldene ei, Aichtal/Landkreis Böblingen

Renate Hoffleit studierte an der Staatlichen Akademie der Bildenden Künste Stuttgart, Grafik, Freie Graphik und Bildhauerei. Seit 1979 entstehen ihre skulpturalen Werke mit Marmor und Licht und seit 1987 Skulpturen, Platzgestaltungen und Brunnenanlagen im öffentlichen Raum. 1992 begann Renate Hoffleit mit ihren ortsbezogenen, audio-visuellen Arbeiten VERTONUNGEN. Zusammen mit Michael Bach Bachtischa realisiert Renate Hoffleit seit 1993 ortsspezifische Klanginstallationen, Saiteninstallationen mit Performances.

## Ausstellungen
Renate Hoffleit zeigt ihre Werke in Ausstellungen im In- und Ausland.

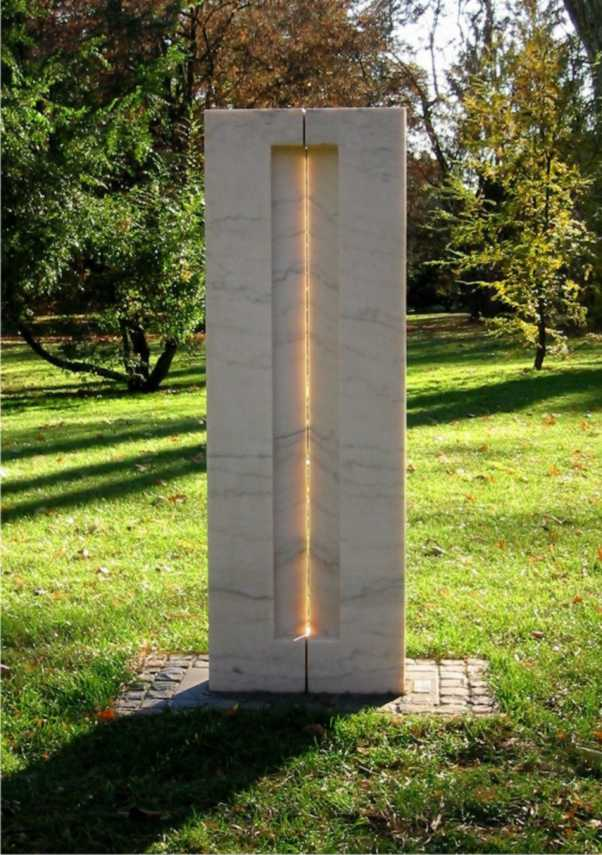
Renate Hoffleit, MITTAGS-STELE, Universität Hohenheim, Stuttgart

## Werke in Museen und öffentlichen Sammlungen
- Württembergische Staatsgalerie Stuttgart
- Ministerium für Wissenschaft und Kunst, Stuttgart
- Deutsche Akademie Villa Massimo, Rom
- Djerassi Foundation, Woodside (Kalifornien), USA
- The Hakone Open-Air Museum Tokyo, Japan
- Informationsbüro des Landes Baden-Württemberg, Brüssel
- Städtische Kunsthalle Mannheim
- Städtische Museen Heilbronn
- Städtische Kunsthalle Recklinghausen
- Kunstsammlung Lütze Sindelfingen
- Kunstsammlung der Stadt Fellbach
- Landratsamt Böblingen

## Werke im öffentlichen Raum

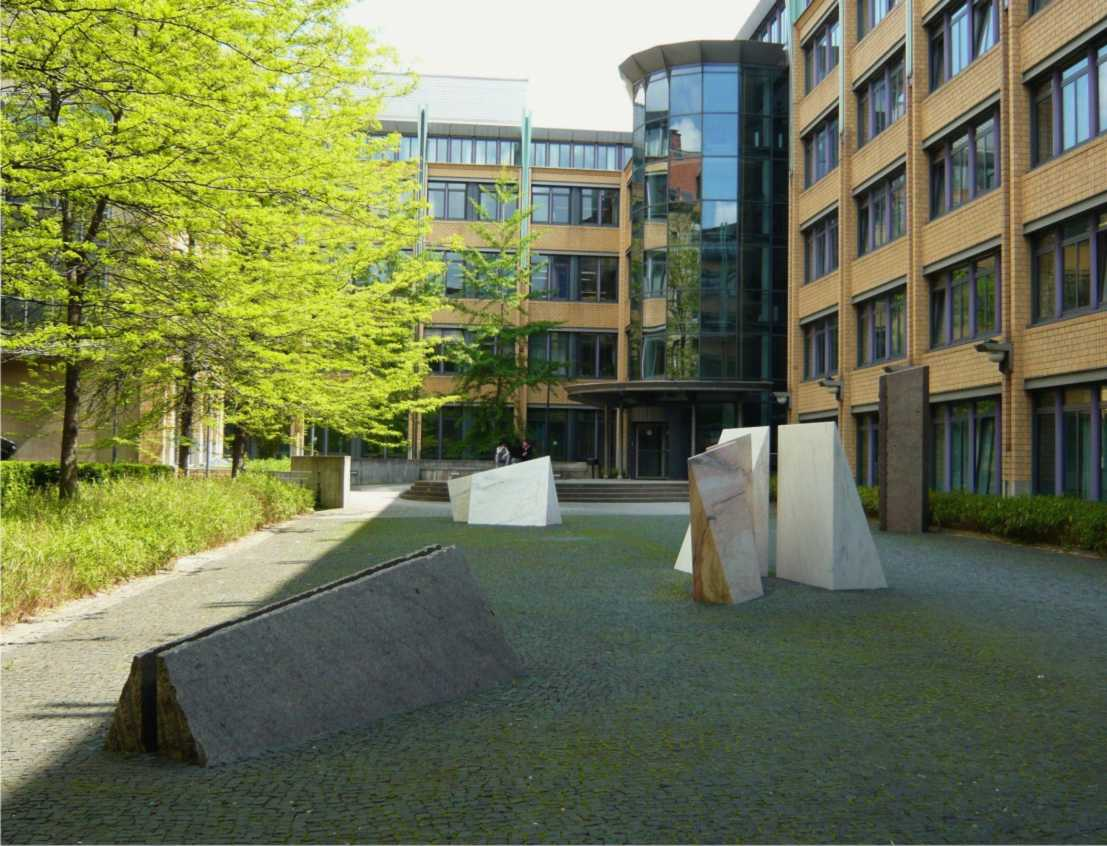
Renate Hoffleit, SKULPTURENFELD, Amts- und Landessozialgericht Stuttgart

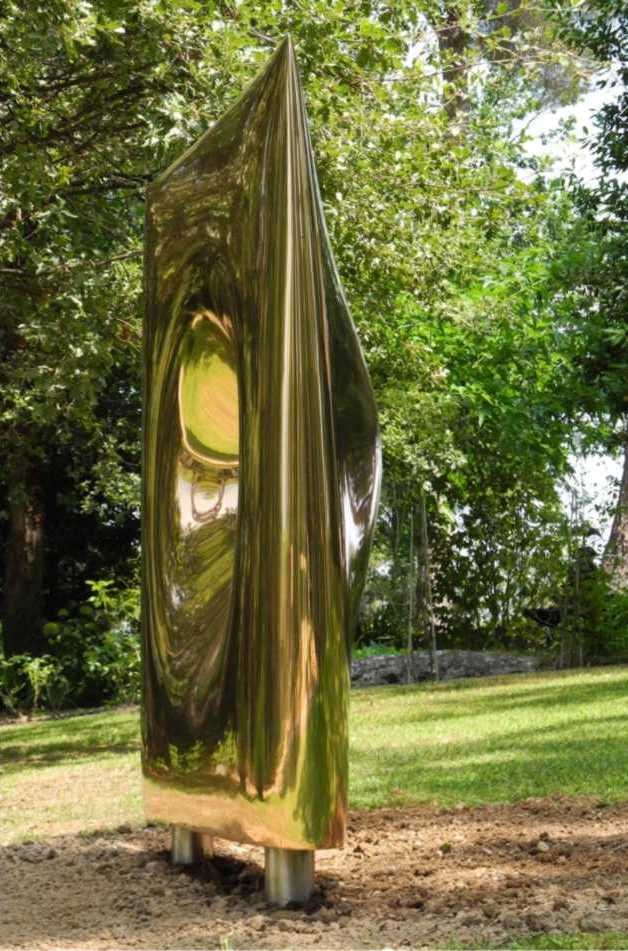
Renate Hoffleit, CONVEXE-CONCAVE La Tour, Spiegelbronze, Landsitz bei Nizza

- SKULPTURENFELD, Amts- und Landessozialgericht, Stuttgart
- STUFENANLANGE mit 8 WASSER / KLANG-SÄULEN, Kornwestheim
- Wasserklangbrunnen MAGSTADTER DUO, Magstadt
- VIER-SÄULEN-BRUNNEN und WANDBRUNNEN, Klinik Löwenstein
- KONVEX / KONKAV (2/III), Spiegelbronze-Skulptur, Hauptbahnhof Heilbronn
- STUFENANLAGE mit 8 TÜRMEN, Kornwestheim

## Landschaftsbezogene Werke
- FEUER IM SEQUOIA, Djerassi Foundation, Kalifornien, USA
- alb-eier, Schwäbische Alb, „Der Grosse Alb-Gang“, Landkreis Esslingen
- KONVEX / KONKAV (1/III), Spiegelbronze-Skulptur, Hakone Open Air Museum, Japan
- MITTAGS-STELE im Exotischen Garten der Universität Hohenheim
- CONVEXE / CONCAVE La Tour, Landsitz bei Nizza, Frankreich
- wiesen-eier, das goldene ei Aichtal (Sculptoura), Landkreis Böblingen

## Audio-visuelle Arbeiten
- Leben ist Laut – VERTONUNGEN außen-innen-außen, Donaueschinger Musiktage 2000
- Seefelder VERTONUNGEN, Klangprojekt HÖRFELD, Kultur im Schloss Seefeld 2004
- URSPRING, WAVES, Festival KlangRaum 2011, Stuttgart

## Saiteninstallationen

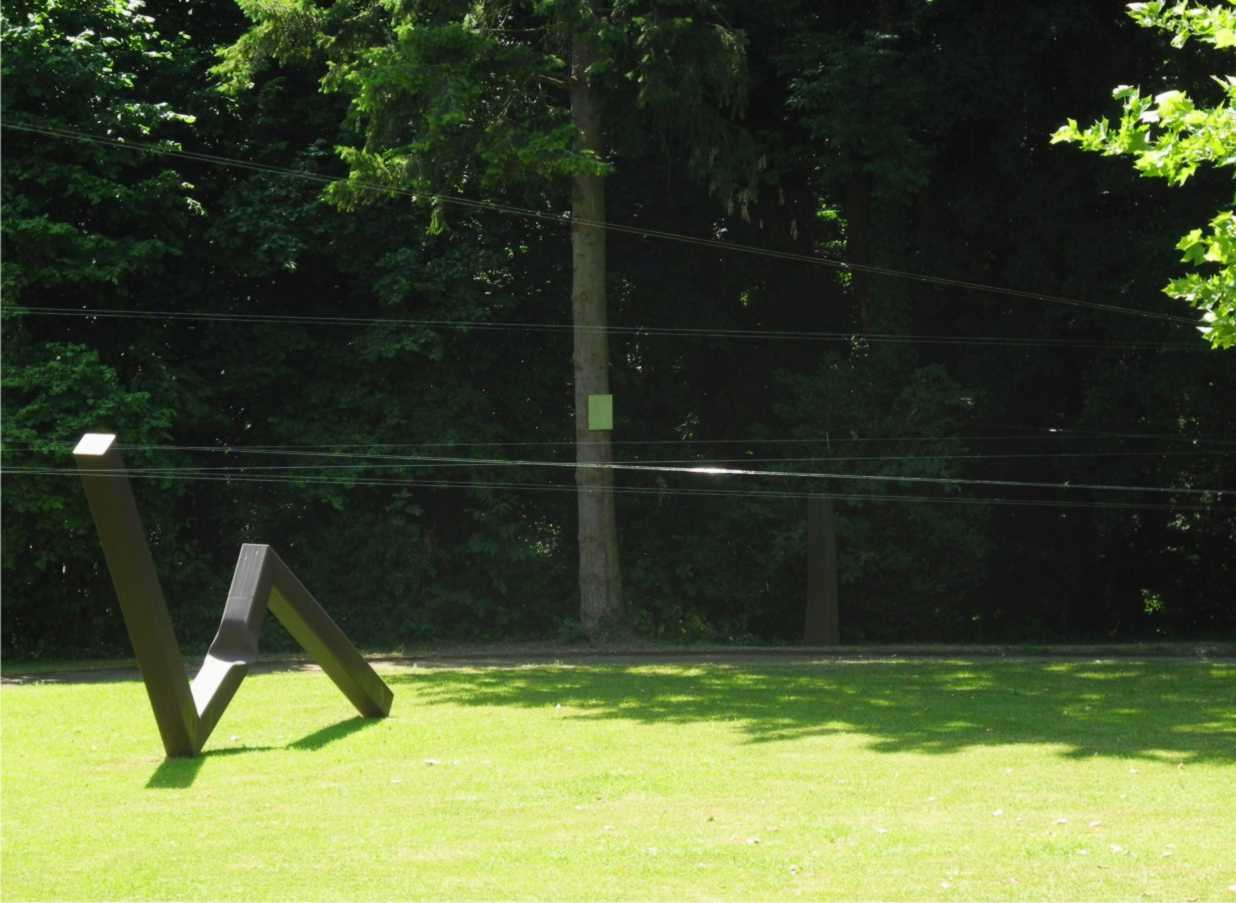
Renate Hoffleit und Michael Bach Bachtischa, genius loci gehört, Saiteninstallation, Sammlung Domnick, Nürtingen

Zusammen mit Michael Bach Bachtischa
- ONE8 and 15 Strings, Donaueschinger Musiktage 1994
- NOTREPOS, Schloss Monrepos, Ludwigsburg, 1995
- ACHILL Strings, Achill Island, Irland, 1996
- TRAFFIC TUBES and SOLOISTS, Treffpunkt Rotebühlplatz, Stuttgart, 1997
- EFEU-KLÄNGE, Stadtgalerie Saarbrücken, 1997
- STRINGS of KAUKAB SPRING, Misgav Festival, Israel, 1998
- … die Leere zwischen den Steinen klingt …, im SKULPTURENFELD, Stuttgart, 1999
- LE CHIEN NOIR, Abteikirche zu Murbach, Frankreich, Festival Printemps Rhénan 2000
- Schloss Kapfenburg besaitet…, Eröffnungsveranstaltung der Internationalen Musikschulakademie Kulturzentrum Schloss Kapfenburg 2000 (Guinness-Buch der Rekorde [1])
- STRINGS and PILLARS, Eröffnungsveranstaltung des Fuchu Art Museum, Tokyo, 2000
- JUNGFERNFAHRT, Festival Berlin Biennale 2001, Berlin
- HABICHTSWALDSAITEN, Festival Tonale 2011, Kassel
- genius loci gehört und genius loci concertante, Stiftung Domnick, Nürtingen,  2014 (Projekt Garten Eden der KulturRegion Stuttgart)
- (zwischen e und f)², im Innenkubus der STADTBIBLIOTHEK STUTTGART, 2015

## Auszeichnungen, Preise und Stipendien

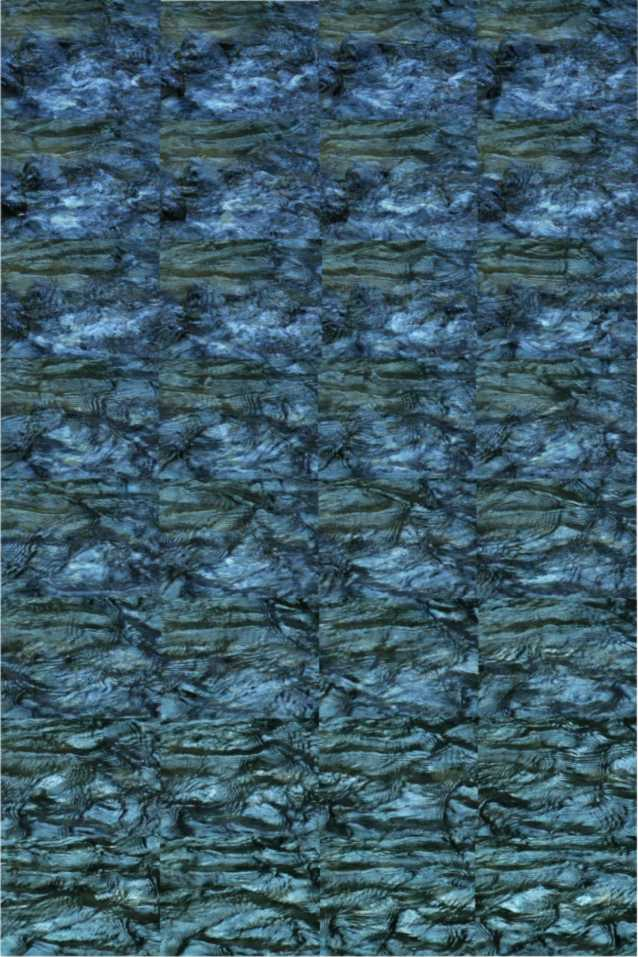
Renate Hoffleit, water stills and sounds, tableaux mit video-stills, Detail

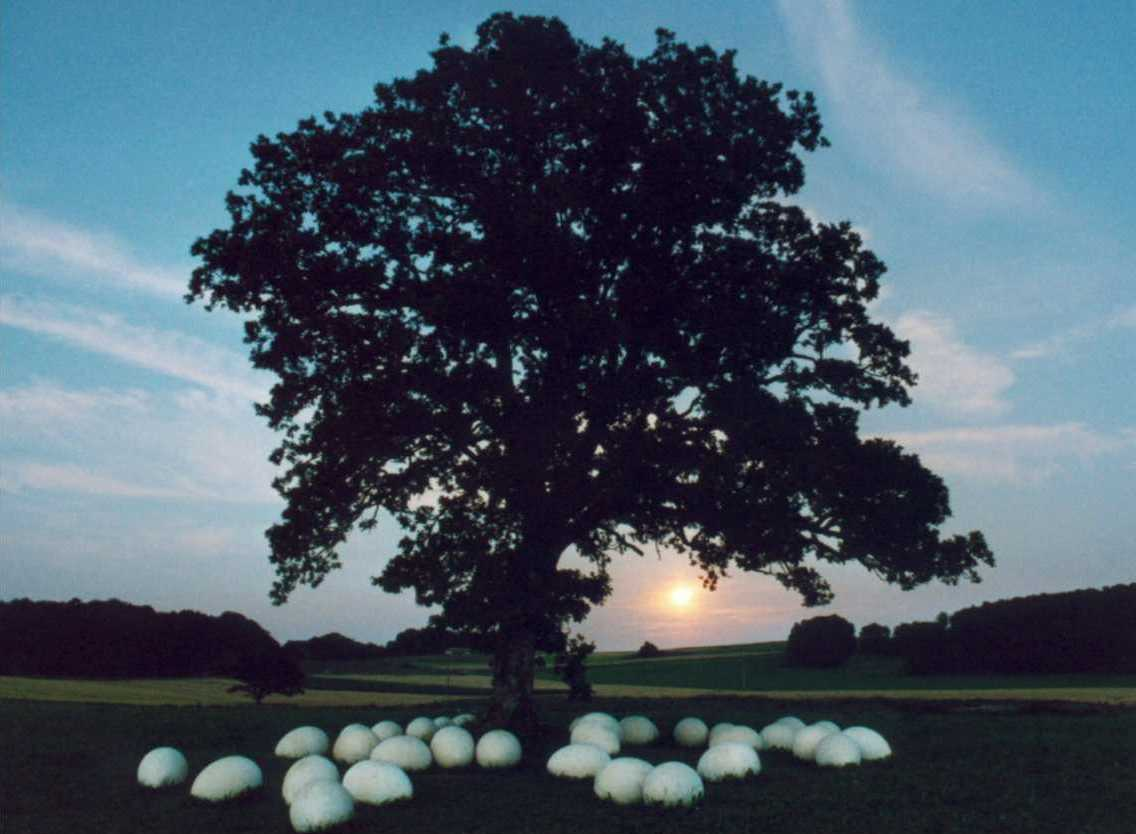
Renate Hoffleit, alb-eier, Der große Albgang, Landkreis Esslingenl

Renate Hoffleit erhielt für ihr künstlerisches Schaffen u. a. Stipendien der Stiftung Kunstfonds e. V., Bonn, und der Kunststiftung Baden-Württemberg sowie Stipendien für Studienaufenthalte in der Deutschen Akademie Villa Massimo Casa Baldi, Olevano, Italien und der Djerassi Foundation, USA. Der Utsukushi-ga-hara Museum Award, Japan, wurde ihr für ihre Spiegelbronze-Skulptur KONVEX-KONKAV verliehen.
Für ihre Klang-Projekte erhielten Renate Hoffleit und Michael Bach Bachtischa Förderungen u. a. des Irish Arts Councel, Irland, der Heinrich-Böll-Stiftung und des Innovationsfonds Kunst Baden-Württemberg.

## Galerie

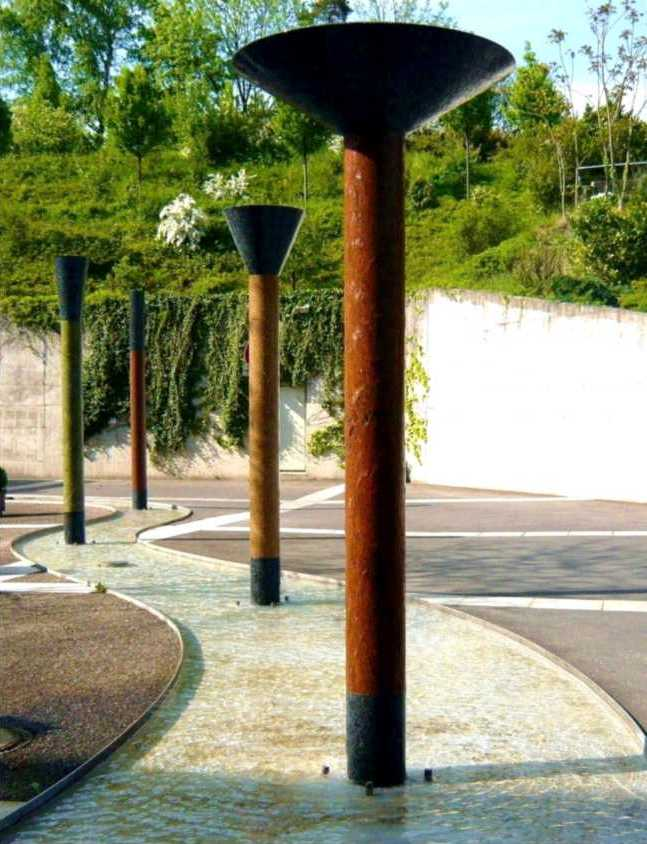
VIER-SÄULEN-BRUNNEN, Klinik Löwenstein
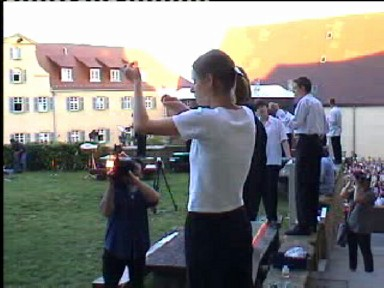
„Schloss Kapfenburg besaitet…“ a sound installation by Renate Hoffleit and Michael Bach Bachtischa, 2000
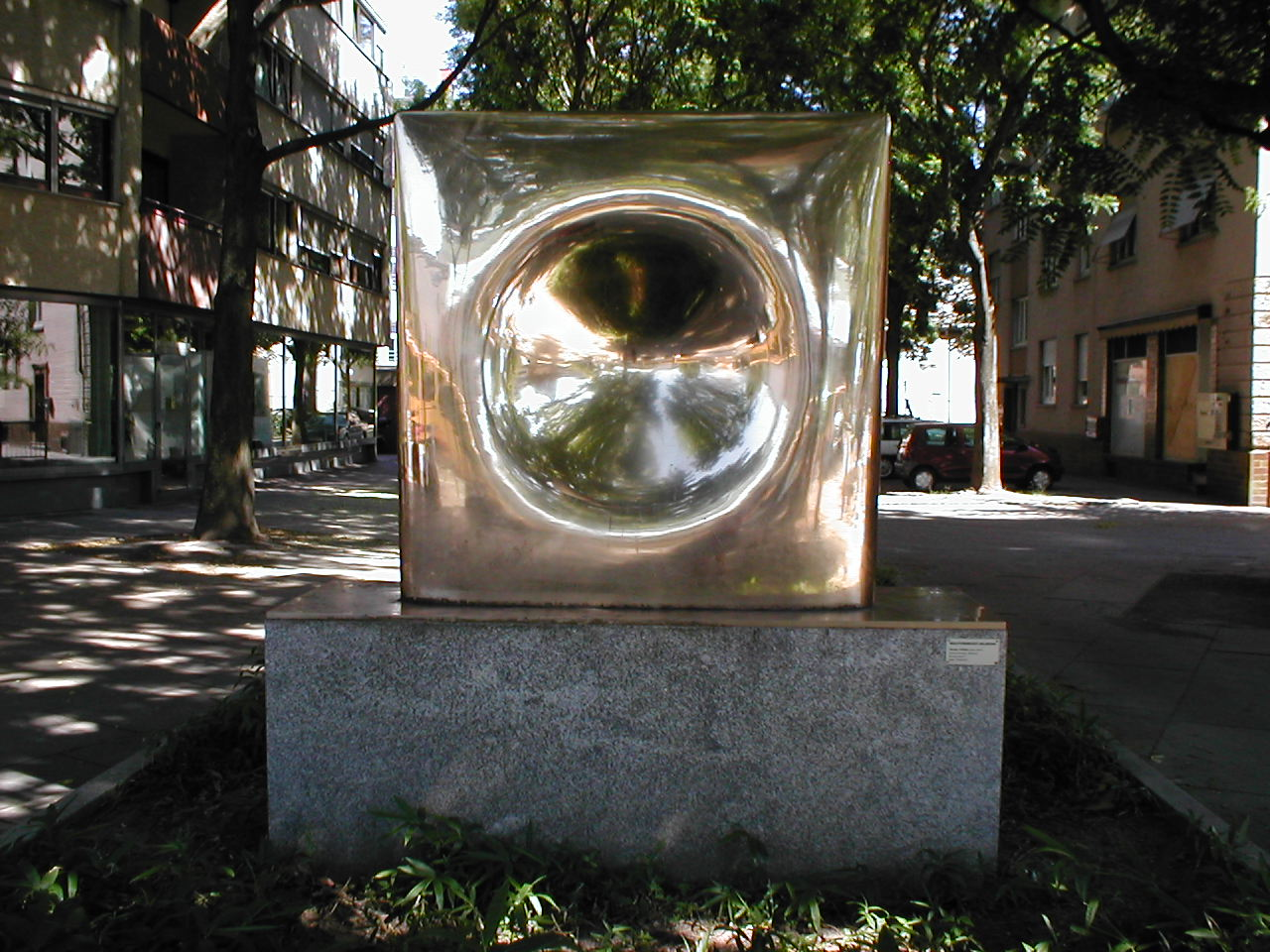
Skulptur KONVEX / KONKAV in Heilbronn, 1989/93, aus Silberbronze und Granit
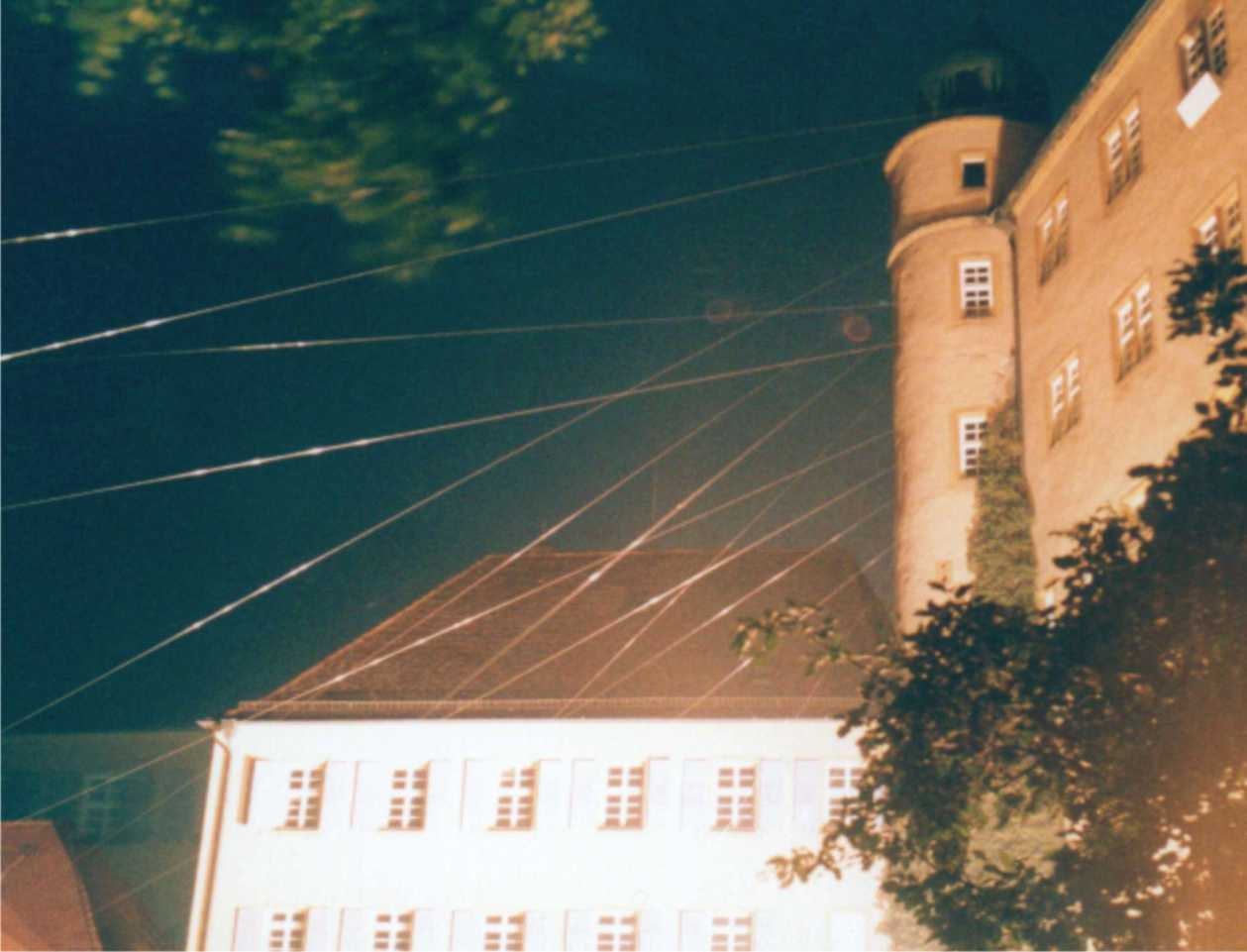
Renate Hoffleit und Michael Bach Bachtischa, Schloß Kapfenburg besaitet… bei Nacht, 2000

| Personendaten    | Personendaten                       |
| ---------------- | ----------------------------------- |
| NAME             | Hoffleit, Renate                    |
| KURZBESCHREIBUNG | deutsche Bildhauerin und Künstlerin |
| GEBURTSDATUM     | 1950                                |
| GEBURTSORT       | Stuttgart                           |